# Medlorumena mušnica
Medlorumena mušnica (znanstveno ime Amanita junquillea ) je gliva iz rodu mušnic (Amanita).
Pogosto se pojavlja pod znanstvenim imenom Amanita gemmata iz leta 1866, a ker ta omemba očitno ne govori o isti vrsti, obvelja za prvega opis iz leta 1876 pod imenom Amanita junquillea.

## Značilnosti
Klobuk ima v premeru od 2,5 do 12 cm.  Sprva je izbočen, v zrelosti se splošči. Njegova barva se giblje od motno smetanasto rumene do zlato rumene barve in je lepljiv, ko je vlažen. Površino krasijo bele bradavice, vendar so običajno krhke in jih zlahka spere dež. Postavljene so naključno, vendar so bolj goste v središču.
Beli lističi so priraščeni na bet in zelo gosti, z malo vmesnega prostora.
Bet je bledo rumenkast in visok od 4 do 12 cm in širok od 0,5 do 2 cm. Pogosto je v dnišču nekoliko debelejši.Mlade gobe imajo membranasto delno kopreno, ki sega od zgornjega dela beta do roba klobuka in se raztrga ko goba zraste, tako da na steblu ostane šibak obroček, ki se zlahka izgubi. Na dnu stebla je bela volva, ki običajno tvori majhen, prosti rob.
Meso je belo in se na zraku ne spreminja in nima posebnega vonja.

## Razširjenost in življenjski prostor
Uspeva na kislih tleh in v mikorizi z iglavci, najpogosteje s smrekami, kar pomeni, da tvori vzajemno koristen odnos s koreninami kompatibilnih gostiteljskih rastlin. Preko povezave rastlina glivi zagotovi vir ogljika, gliva pa rastlini zagotovi več koristi, kot so hranila in zaščita pred patogeni.

## Mikroskopske značilnosti
Trosni prah je bel. Trosi so elipsasti, gladki, imajo tanke stene, vsebujejo eno ali več oljnih kapljic, so neamiloidni in merijo 8–10 x 6,5–7,5 μm.

## Podobne vrste
- citronasta mušnica (Amanita citrina) ima bolj izrazit obroček na betu
- zelena mušnica (Amanita phalloides) ima zelenkast in vlaknat klobuk brez ostankov ovojnice

## Uporabnost
Strupena. Vsebuje toksina muscimol in ibotensko kislino tako kot številne druge mušnice.
Simptomi zastrupitve pojavijo v treh urah po zaužitju gobe kot vidne halucinacije, slabost, bruhanje, bolečine v trebuhu, driska, nepravilno in počasno bitje srca ter vznemirjenost. Hudi primeri, ki vključujejo komo, konvulzije ali smrt, so izjemno redki.

## Galerija slik
- Ilustracija
- Bet
- Trosi